# Amparo Poch y Gascón

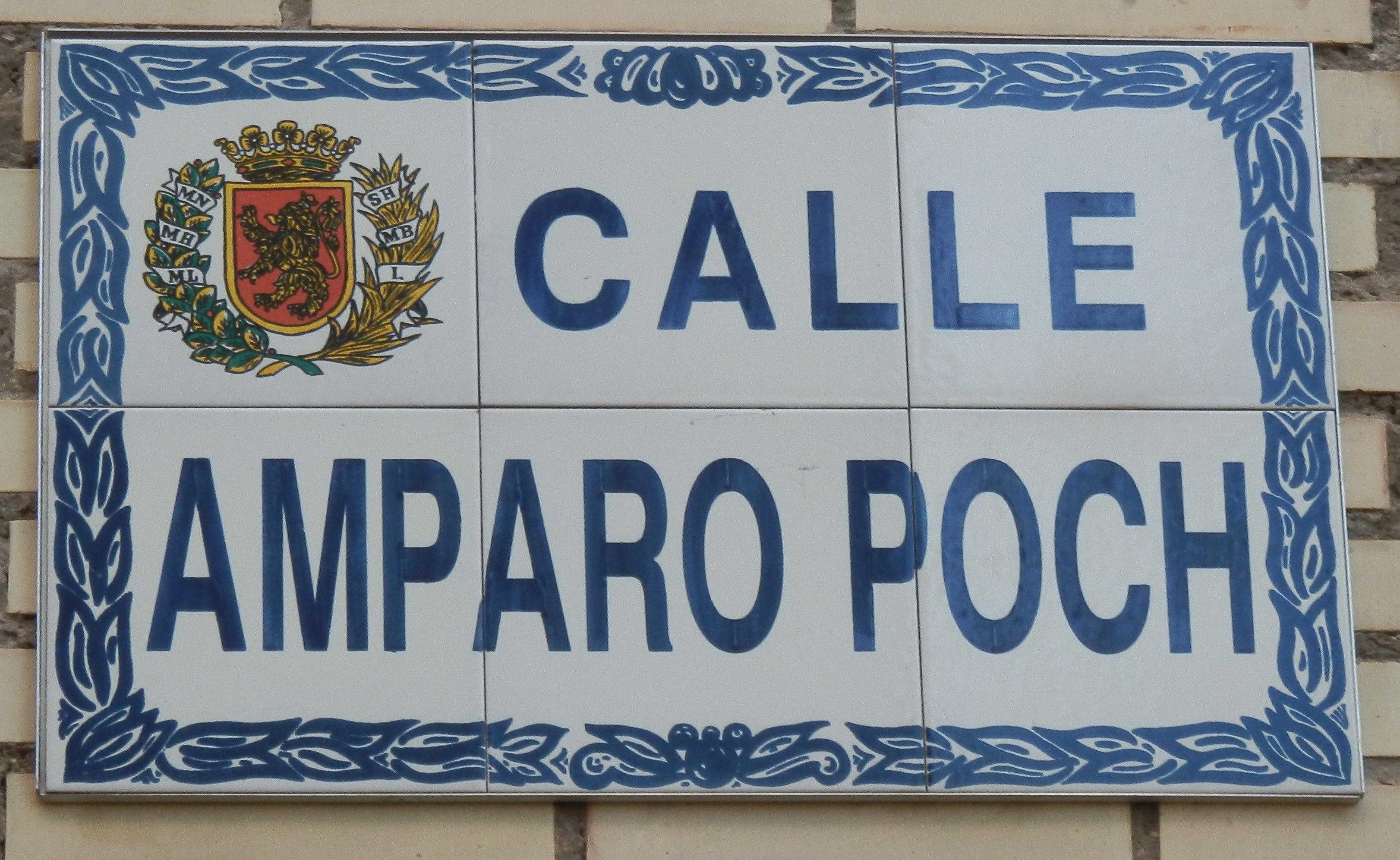
En gata i Zaragoza är namngiven efter Poch.

Amparo Poch y Gascón, född 1902, död 1968, var en spansk anarkist,  
pacifist, doktor, och aktivist före och under den spanska revolutionen.
Poch y Gascón var född i Zaragoza.
Amparo Poch y Gascón var en av grundarna till Mujeres Libres och var ansvarig för att organisera Mujeres Libres i Barcelona. Hon var även tjänsteman på hälsoministeriet och använde sin position där för att starta befrielsehem för prostiterade (liberatorios de prostitución) där de kunde få hälsovård, psykoterapi och utbildning för att undslippa prostitutionen. 
Hon arbetade för att höja medvetandet om kvinnors sexualitet och kämpade för sexuell frigörelse och mot monogami. Till skillnad från de andra medgrundarna av Mujeres Libres, Lucía Sánchez Saornil och Mercedes Comaposada, hade hon varit medlem i den reformistiska strömningen treintista inom CNT innan kriget.  Hon hade också en mer essentialistisk syn på kvinnans natur och såg kvinnans roll som moder en naturlig och viktig del av kvinnligheten. Hon skrev mycket om moderskap och framförde vikten av en anarkistisk barnuppfostran. 
Poch y Gascón dog i exil i Toulouse 1968.